# Ein Besuch im Bergwerk
Ein Besuch im Bergwerk ist eine Erzählung von Franz Kafka, die im Jahr 1920 im Rahmen des Bandes Ein Landarzt erschien. Die obersten Ingenieure besuchen ein Bergwerk, um Ausmessungen durchzuführen, damit ein neuer Stollen angelegt werden kann. Erzählt wird die Geschichte von einer anonymen Bergarbeiterschaft.

## Zusammenfassung
Es wird vom Auftritt der Ingenieure berichtet, die unter Tage für Vermessungsarbeiten eingesetzt werden. Die zehn Ingenieure sind alle trotz ihrer erstaunlichen Jugend individuell ausgeprägt. Jeder trägt aber in seiner Art zur Arbeit bei. Offensichtlich ist es die Bergarbeiterschaft, die berichtet, und sie würdigt die Fähigkeiten jedes Ingenieurs und registriert die Überheblichkeit des begleitenden Kanzleidieners, der keine Arbeitsfunktion hat.
Aber wie steht es wirklich um die Ingenieurskünste? Einer gibt Erklärungen, die die anderen nicht brauchen. Einer, offenbar der Ranghöchste, duldet keine Begleitung, ist also eigenbrötlerisch und außerdem bleich und schwach. Zwei bartlose, knollennasige Herren schwätzen und feixen. Einer wird beschrieben wie ein Kind, das alles anfasst und sich in den Schmutz legt, um seine Untersuchungen durchzuführen. Ein weiterer schiebt eine Art Kinderwagen mit den Messgeräten, was eigentlich die Arbeit des Kanzleidieners wäre. Einer begleitet diesen Wagen und macht ihm Platz. Auf sein Fingerzeichen sollen die Arbeiter zur Seite gehen, selbst wenn nirgends mehr Platz ist.
Jedenfalls ist der Besuch der obersten Ingenieure im Bergwerk ein so großes, unterhaltsames Ereignis, dass für diese Arbeitsschicht nicht mehr an Arbeit zu denken ist. Die Ingenieure aber werden ihre Begehung über das Ende der Schicht hinaus fortsetzen.

## Textanalyse
Ähnlich wie in der Erzählung Der neue Advokat berichtet hier eine anonyme Belegschaft vom Auftreten neuer Personen in ihrer Arbeitswelt. Hier sind die beruflichen Hierarchien ein Hauptthema. Die Erzählenden sind offensichtlich die kein einziges Mal näher genannten Bergarbeiter.
Die Ingenieure
Die Neuankömmlinge, die nur speziell für einen besonderen Auftrag, nämlich die Vermessung, ins Bergwerk kommen, erscheinen jung und individuell. „Sie haben sich alle frei entwickelt und ungebunden zeigt sich ihr klar bestimmtes Wesen schon in jungen Jahren“. Das fällt den Bergarbeitern als Besonderheit auf. Sie sehen hier wohl den Gegensatz zu den eigenen, von einschränkenden Lebensbedingungen geprägten gleichartigeren Existenzen.
Die zehn jungen Ingenieure widmen sich überwiegend mit besonderer Ernsthaftigkeit ihrer jeweiligen Aufgabe. Allerdings gibt es zwei, die miteinander schwatzen und lachen. Dass sie das offensichtlich dürfen, lässt annehmen, dass gerade sie sich besondere Verdienste erworben haben. Die Ingenieure scheinen sich besonders um die Arbeit zu bemühen. Im Gegensatz dazu steht die elfte Person der Geschichte, der Kanzleidiener der Bergdirektion, der ganz nutzlos ist, weil ein Ingenieur seine Arbeit übernommen hat. Außerdem behandelt der Kanzleidiener die Bergarbeiter herablassend. Die Ingenieure dagegen treten – außer durch das den Weg freimachende Fingerzeichen – in gar keine Interaktion mit den Bergarbeitern.
Sie sind nur ihrer Arbeit verpflichtet, deren genauen Sinn die Bergarbeiter nicht immer verstehen. Man fragt sich, ob die zum Teil skurrile Darstellung der Ingenieure durch das Unverständnis der Bergarbeiter bedingt ist oder ob die Bergarbeiter gerade in ihrer einfachen Art ein genaues Gespür dafür haben, dass die Ingenieure ein Sammelsurium seltsamer Gestalten sind.
Der Ingenieur wird mehrfach von Kafka als anerkannter, ernsthaft arbeitender Mensch dargestellt. Gleichzeitig wird die Schwierigkeit, diesen Beruf zu erreichen, thematisiert. Siehe Der Heizer und Der Verschollene.
Ist das eingangs erwähnte „freie Entwickeln“ eine Voraussetzung für diese höhergestellte berufliche Betätigung, in der auch eine freiere Entfaltung möglich ist?
Die Bergarbeiterschaft
Die Arbeiter werden nie in ihrer eigentlichen Funktion dargestellt. Das Erscheinen der Ingenieure ist für die Bergarbeiter ein solches Ereignis, dass sie für den Rest der Schicht kaum mehr an ihre eigene Arbeit denken. Undenkbar wäre es, dass umgekehrt beim Auftauchen der Bergarbeiter die Ingenieure sich von ihrer wichtigen Arbeit abhalten ließen. So geht zwar die Arbeitsschicht der Bergarbeiter zu Ende, aber für die Ingenieure gibt es keine Schichtzeit; sie werden weiter arbeiten, bis sie ihre besondere Aufgabe nach eigenen Kriterien beendet haben werden.
Es werden also drei Arbeitsebenen vorgestellt. Die Ingenieure, die mehrheitlich den Anschein erwecken, intensiv und ernsthaft zu arbeiten, der Kanzleidiener als Vertreter des unnütz Verwaltenden und die Bergarbeiter, über deren eigentliche Arbeit man nichts erfährt, außer dass sie sie wegen des Besuchsereignisses vernachlässigen. Und doch sind sie es, die den Bergwerksbetrieb gewährleisten und allfällige Fehler der Ingenieure unter Umständen mit ihrem eigenen Leben bezahlen müssen.

## Literarische Bezüge
Die elf hier individuell dargestellten arbeitenden Personen lassen an die Geschichte Elf Söhne denken. Auch in anderer Hinsicht ähneln sich die Erzählungen, indem sie beide eine Art literarisches Rätsel enthalten. Die elf Personen der vorliegenden Geschichte sollen die unterschiedlichen Autoren des Verlegers Kurt Wolff darstellen, darunter Heinrich Mann, Carl Sternheim, Maxim Gorki und Hugo von Hofmannsthal.

## Ausgaben
- Franz Kafka: Sämtliche Erzählungen. Paul Raabe. Fischer-Taschenbuch-Verlag, 1970, ISBN 3-596-21078-X.
- Franz Kafka: Die Erzählungen. Herausgegeben von Roger Herms, Originalfassung. Fischer Verlag, 1997, ISBN 3-596-13270-3.
- Franz Kafka: Drucke zu Lebzeiten. Herausgegeben von Wolf Kittler, Hans-Gerd Koch und Gerhard Neumann. Fischer Verlag, Frankfurt/Main 1996, S. 276–280.

## Sekundärliteratur
- Peter-André Alt: Franz Kafka: Der ewige Sohn. Eine Biographie. Verlag C.H. Beck, 2005, ISBN 3-406-53441-4.
- Bettina von Jagow, Oliver Jahraus: Kafka-Handbuch Leben–Werk–Wirkung. Vandenhoeck & Ruprecht, 2008, ISBN 978-3-525-20852-6.